# A thing called love
A thing called love is een lied geschreven en gezongen door de Amerikaanse countryzanger Jerry Reed. Het werd in 1968 uitgebracht op zijn album Nashville Underground en later gecoverd door onder meer Elvis Presley, Jimmy Dean en Johnny Cash. Cash' cover uit 1972 werd een nummer 1-hit in Canada en Ierland en zijn grootste hit in Europa.

## Hitnoteringen
De plaat is de grootste hit van Johnny Cash in Europa.

### Nederlandse Top 40
| Hitnotering: week 8 t/m 21 1972 | Hitnotering: week 8 t/m 21 1972 | Hitnotering: week 8 t/m 21 1972 | Hitnotering: week 8 t/m 21 1972 | Hitnotering: week 8 t/m 21 1972 | Hitnotering: week 8 t/m 21 1972 | Hitnotering: week 8 t/m 21 1972 | Hitnotering: week 8 t/m 21 1972 | Hitnotering: week 8 t/m 21 1972 | Hitnotering: week 8 t/m 21 1972 | Hitnotering: week 8 t/m 21 1972 | Hitnotering: week 8 t/m 21 1972 |
| Week:                           | 1                               | 2                               | 3                               | 4                               | 5                               | 6                               | 7                               | 8                               | 9                               | 10                              |                                 |
| ------------------------------- | ------------------------------- | ------------------------------- | ------------------------------- | ------------------------------- | ------------------------------- | ------------------------------- | ------------------------------- | ------------------------------- | ------------------------------- | ------------------------------- | ------------------------------- |
| Positie:                        | 34                              | 15                              | 11                              | 7                               | 6                               | 6                               | 9                               | 12                              | 19                              | 29                              | uit                             |

### NPO Radio 2 Top 2000
| Nummer met noteringen in de NPO Radio 2 Top 2000 | '99  | '00  | '01  | '02  | '03 | '04  | '05  | '06  | '07 | '08  | '09  | '10  | '11  | '12 | '13 | '14  | '15  | '16  | '17  | '18  | '19  | '20  | '21  | '22  | '23  | '24  |
| ------------------------------------------------ | ---- | ---- | ---- | ---- | --- | ---- | ---- | ---- | --- | ---- | ---- | ---- | ---- | --- | --- | ---- | ---- | ---- | ---- | ---- | ---- | ---- | ---- | ---- | ---- | ---- |
| A thing called love                              | 1325 | 1240 | 1299 | 1642 | 842 | 1420 | 1474 | 1100 | 945 | 1108 | 1390 | 1063 | 1040 | 698 | 862 | 1199 | 1232 | 1630 | 1544 | 1263 | 1227 | 1441 | 1358 | 1461 | 1603 | 1942 |

1. ↑  Een vetgedrukt getal geeft de hoogste notering aan.